# Werner Lindenbein
Werner Lindenbein (* 17. Februar 1902 in Quedlinburg; † 20. Dezember 1987 in Ahrweiler) war ein deutscher Agrikulturbotaniker und Saatgutforscher. Von 1953 bis 1967 lehrte er am Institut für Samenkunde der Landwirtschaftlichen Hochschule Hohenheim.

## Leben und Wirken
Werner Lindenbein, geboren in Quedlinburg im Landkreis Harz als Sohn von Elisabeth Lindenbein, geborene Köster, und Georg Lindenbein, besuchte das Gymnasium in Quedlinburg, studierte ab 1921 Naturwissenschaften an den Universitäten Heidelberg und Freiburg im Breisgau und wurde 1927 an der Universität Kiel mit einer Dissertation aus dem Gebiet der Zellbiologie (Zytologie) zum Dr. phil. promoviert. Anschließend übernahm er eine 1927 eine Assistentenstelle am Institut für Landwirtschaftliche Botanik der Landwirtschaftlichen Hochschule Bonn-Poppelsdorf und wurde dort dann auch Oberassistent. 1936 habilitierte er sich dort mit der Arbeit Anatomische Beiträge zur Kenntnis der Degeneration und der Nekrose bei Kulturpflanzen in ihrer Bedeutung für die Landwirtschaft und wurde Privatdozent und später außerplanmäßiger Professor bis 1940. Im Jahr 1941 wurde er als außerordentlicher Professor für Angewandte Botanik an die Reichsuniversität Posen berufen und blieb dort bis 1945.
Nach 1945 arbeitete Lindenbein zunächst in einer Quedlinburger Saatgutfirma. 1953 folgte er einem Ruf als Direktor des Instituts für Samenkunde und Vorstand der Landesanstalt für Samenprüfung an der Landwirtschaftlichen Hochschule Hohenheim. 1959 wurde der zum außerordentlichen und 1963 zum ordentlichen Professor für Botanik ernannt. Bis zu seiner Emeritierung im Jahre 1967 hat er insbesondere das Fachgebiet Samenkunde in Hohenheim vertreten.
Lindenbeins Forschungsinteresse galt besonders der Samendiagnostik und der Herkunftsbestimmung von Saatgut. Zahlreiche seiner Arbeiten hat er in der Zeitschrift „Saatgut-Wirtschaft“ veröffentlicht, deren fachwissenschaftlichen Teil er über viele Jahre redaktionell betreute. Wissenschaftshistorisch beachtenswert sind seine Abhandlungen zur Entwicklungsgeschichte der Saatgutprüfung in Deutschland. Lindenbein war langjähriges Vorstandsmitglied in der „Fachgruppe Saatgut“ des „Verbandes Deutscher Landwirtschaftlicher Untersuchungs- und Forschungsanstalten“.
Werner Lindenbein war Angehöriger des Corps Germania Hohenheim und Mitglied der International Seed Testing Association, bei der er als Chairman im Tetrazolinkomitee fungierte.
Werner Lindenbein war evangelisch, ab 1931 verheiratet mit Ilse Lindenbein, geborene Blümel, und hatte zwei Kinder (Carla und Robert). Sein Neffe Bernhard Lindenbein (1932–2012) war von 1971 bis 2004 Professor am Meteorologischen Institut der Freien Universität Berlin.

## Publikationen (Auswahl)
- Beitrag zur Cytologie der Charales. Diss. phil. Univ. Kiel 1927. – Zugl. in: Planta Bd. 4, 1927, S. 437–466.
- Anatomische Beiträge zur Kenntnis der Degeneration und der Nekrose bei Kulturpflanzen in ihrer Bedeutung für die Landwirtschaft. Habil.-Schr. Univ. Bonn 1936. – Zugl. in: Angewandte Botanik Bd. 19, 1937, S. 313–367.
- Ursprungszentrum, Kulturstromverbreitung und Einzelwanderung bei kultivierten Andropogon-Arten. In: Engler´s Botanisches Jahrbuch Bd. 71, 1940, S. 337–374.
- Zur Entwicklungsgeschichte der Keimprüfung. In: Landwirtschaftliche Forschung, Sonderheft 11, 1958, S. 68–74.
- Keimungsphysiologische Probleme unter besonderer Berücksichtigung der biochemischen Keimprüfung. In: Saatgut-Wirtschaft Jg. 12, 1960, S. 308–312.
- Gedanken zu einer einheitlichen Terminologie in der Samenprüfung. In: Saatgut-Wirtschaft Jg. 14, 1962, S. 277–279.
- Geschichte der Samenkunde von den ersten Anfängen bis auf die Begründung der Samenprüfung durch Friedrich Nobbe. In: Saatgut-Wirtschaft – SAFA Jg. 21, 1969, S. 561–567.